# Estação Pavuna/São João de Meriti
Pavuna/São João de Meriti é uma estação de trem do Rio de Janeiro.

## História
Foi inaugurada em 1910. Da estação de Costa Barros, na linha Auxiliar, saía uma linha variante que ia até Tomazinho, intitulada de Ramal Circular da Pavuna. Atualmente existe uma integração com a estação de metrô da Pavuna. Fica na divisa entre as cidades do Rio de Janeiro e São João de Meriti.

## Plataforma
|  | ↑ a ↑ |

| 1 |

|  | ↓ b ↓ |

|  | ↑ a ↑ |

| 1 |

|  | ↓ b ↓ |

|  | ↑ a ↑ |

| 1 |

|  | ↓ b ↓ |

|  | ↑ a ↑ |

| 1 |

|  | ↓ b ↓ |

## Fonte
- 1928 - Vias brasileiras de comunicação, de Max Vasconcelos;